# Треваскис, Джон
Джон Треваскис (англ. John Trevaskis; 9 сентября 1881 — 20 сентября 1963) — британский регбист, призёр летних Олимпийских игр.
Треваскис участвовал в летних Олимпийских играх 1908 года в Лондоне в соревнованиях по регби. Его сборная провела единственный матч против Австралазии и проиграла его, заняв второе место и получив серебряные медали.